# Campylostemon warneckeanum
Campylostemon warneckeanum är en benvedsväxtart som beskrevs av Ludwig Eduard Theodor Loesener och Fitsch. Campylostemon warneckeanum ingår i släktet Campylostemon och familjen Celastraceae. Inga underarter finns listade.